# Алахинское
Алахинское — высокогорное озеро в Республике Алтай, Россия. Расположено в 3-х километрах восточнее от границы с Казахстаном.
Площадь — 2,2 км². Площадь водосбора — 52,3 км². Высота над уровнем моря — 2061 м.
Имеет вытянутую форму с северо-запада на юго-восток. Состоит из двух соединённых озёр. Крупнейший приток впадает с севера. Второй же впадает на северо-западе, в маленькое «подозеро».
Вытекает из озера одна река — Караалаха (левый приток реки Акалаха).
В километре от озера расположен посёлок Чиндагатуй.
По берегам расположены альпийские луга. Произрастают редкие хвойные леса.
Код в Государственном водном реестре — 13010100311115100000267.